# Luca Antonio Resta
Luca Antonio Resta (Massafra, ... – Andria, 5 ottobre 1597) è stato un vescovo cattolico italiano.

## Biografia
Nacque a Massafra da una famiglia nobiliare originaria di Mesagne.
Venne consacrato presso la Cappella Paolina in Roma nel 1565 vescovo della diocesi di Castro di Puglia da Francesco Pisani, arcivescovo di Nasso, co-consacranti Nicolaus Bertholdi, vescovo di Gerapitna, e Nicola Majorano, vescovo di Molfetta.
A seguito della distruzione di Castro causata dai pirati saraceni, il vescovo trasferì a Poggiardo la residenza vescovile.
Per volere di papa Gregorio XIII nel 1578 venne trasferito nella diocesi di Nicotera. Organizzò alcuni sinodi diocesani e fondò una penitenseria. Nell 1582 venne inviato a reggere la cattedra episcopale della diocesi di Andria e nel 1590 prende parte alla visita ad limina durante il pontificato di papa Sisto V, dopo aver partecipato al Concilio provinciale di Trani. Tra le attività svolte nella diocesi pugliese, si propone di redigere un educandato per ragazze e nella città rimase fino alla morte avvenuta il 5 ottobre 1597.
Nel corso del suo ministero episcopale, è co-consacrante principale del vescovo Lelio Morelli, nel 1586.

## Genealogia episcopale
La genealogia episcopale è:
- Arcivescovo Francesco Pisani
- Vescovo Luca Antonio Resta

## Opere
Nelle opere è indicato come Lucas Antonius Resta Messapiensis
- Constitutiones editae in diocesana synodo andriensi, Copertino, Desa, 1584
- Directorium visitatorum, ac visitandorum cum praxi, et formula generalis visitationis omnium, et quaruncumque ecclesiarum monasteriorum, regularium, monialium, piorum locorum, et personarum.  1593
- Praxis visitatorum ac visitandorum, et formula generalis visitationis omnium et quaramcumque ecclesiarum monasteriorum, regularium, monialium, piorum locorum, et personarum  1599